# Ninne Olsson
Ingrid "Ninne" Olsson, född 1945 i Helsingborg, är en svensk dramatiker, regissör, författare och konstnärlig ledare för Oktoberteatern i Södertälje.
Olsson studerade till journalist och tog examen i Göteborg. Hon arbetade därefter på Nordvästra Skånes Tidningar, Helsingborgs Dagblad och Expressen. Därefter tog hon en filosofie kandidat-examen och doktorandstudier följde vid Drama, teater, film i Lund.
Hon var med om att bilda Musikteatergruppen Oktober 1972. Hon har även varit dramaturg på Unga Klara och handledare i dramaturgi/dramatik på Dramatiska Institutet. 
Olsson har skrivit barnböckerna Kära Dagbok, Lilla Fullmåne, Lilian och jag (Augustpris-nominerad) samt sångtexter till bland andra Nannie Porres, Ann-Kristin Hedmark, Anders Ekborg, Lena Willemark och Jonas Holmberg (Svenska Jazzballader vol. 1 & 2). 
Pjäser, bland andra Sven Klangs kvintett, Ensam i Stjärnan, Alva, ett flertal Astrid Lindgren- och Tove Janssondramatiseringar och En Fika med Ibo 1, 2 och 3.
Hon har tilldelats Svenska Teaterakademins Allan Edwall-stipendium, Svenska Akademiens stipendium och SKAPS:s stipendium samt har statlig konstnärsgaranti.

## Regi
- 2004 – En fika med Ibo
- 2005 – Lilian och jag
- 2006 – En fika med Ibo 2
- 2007 – Alva
- 2008 – En fika med Ibo 3
- 2009 – Ingen rövare finns i skogen
- 2010 – Snövit
- 2011 – Driving Miles
- 2012 – Lille Prinsen
- 2013 – Fem Myror är fler än fyra elefanter
- 2015 – Godnatt, herr Luffare
- 2017 – Pudlar och Pommes
- 2018 – Vårvisan
- 2000 – Bouncers!
- 1980 – Prins Hatt under jorden

## Filmmanus
- 1976 – Sven Klangs kvintett
- 1980 – Prins Hatt under jorden

## Filmografi roller
- 1976 – Sven Klangs kvintett
- 1978 – Tältet
- 2005 – Jag tänker på mig själv – och vänstern

## Filmmusik
- 1980 – Prins Hatt under jorden